# Jeremiah Bitsui
Jeremiah Bitsui (* in Chinle, Arizona) ist ein US-amerikanischer Schauspieler mit indianischen Wurzeln. Bekanntheit erlangte er vor allem durch die Rolle des Victor aus der Serie Breaking Bad und dem Spin-Off Better Call Saul.

## Werdegang
Jeremiah wurde im US-Bundesstaat Arizona geboren und entstammt den Volksgruppen der Navajo und Omaha. Heute lebt er in Los Angeles. Seine erste Rolle vor der Kamera übernahm er im Alter von fünf Jahren in einer japanischen Produktion über das Navajo Nation Reservation. 1994 hatte er einen kleinen Auftritt in Oliver Stones Natural Born Killers. 2005 wirkte er im Kurzfilm A Thousand Roads mit und übernahm ein Jahr später eine kleine Rolle im Sportdrama Dogtown Boys und trat zudem in Clint Eastwoods Flags of Our Fathers auf. 2009 spielte er einen Polizisten im Filmdrama Brothers.
Ebenfalls 2009 übernahm er in der erfolgreichen Fernsehserie Breaking Bad die Rolle des Victors, eines Handlangers der von Giancarlo Esposito dargestellten Figur Gustavo Fring. Auch im Spin-Off Better Call Saul, die zeitlich eher angesiedelt ist, war er von 2017 bis 2022 in der Rolle zu sehen. 2014 übernahm Bitsui die Hauptrolle des Luther Maryboy im Filmdrama Drunktown's Finest, welches auf dem Sundance Film Festival 2014 uraufgeführt wurde. 2018 weckte er mittels des Motion-Capture-Verfahrens die Figur Eagle Flies für das Videospiel Red Dead Redemption 2 zum Leben, dem er auch die Stimme lieh.
Seine Gastrollen im Fernsehen umfassen Auftritte in Wildfire, In Plain Sight – In der Schusslinie, CSI: Miami, The Night Shift, Longmire, Yellowstone und Bosch.
Bitsui ist Mitbegründer der Organisation Youth Impacing Youth, einem Mentorproramm das Jugendlichen mit Problemen im elterlichen Haus durch Collegestudenten, die ähnliche Erfahrungen gemacht haben, bei der Bewältigung helfen soll. Er ist Vater einer Tochter. Ihr Name, Olivia Bitsui, fand Eingang in der Serie Better Call Saul als Rollenname einer Figur aus der fünften Staffel.

## Filmografie (Auswahl)
- 1994: Natural Born Killers
- 2005: A Thousand Roads (Kurzfilm)
- 2006: Dogtown Boys (Lords of Dogtown)
- 2005: Into the West – In den Westen (Into the West, Miniserie, Episode 1x06)
- 2005: Wildfire (Fernsehserie, Episode 1x07)
- 2006: Flags of Our Fathers
- 2008–2011: In Plain Sight – In der Schusslinie (In Plain Sight, Fernsehserie, 2 Episoden)
- 2009: High Society: A Pot Boiler
- 2009: Brothers
- 2009–2011: Breaking Bad (Fernsehserie, 8 Episoden)
- 2010: The Dry Land
- 2011: The Reunion
- 2011: CSI: Miami (Fernsehserie, Episode 10x05)
- 2013: Red Clay (Kurzfilm)
- 2013: Blaze You Out
- 2014: Drunktown’s Finest
- 2014: After the Fall
- 2014: The Night Shift (Fernsehserie, 2 Episoden)
- 2014: Longmire (Fernsehserie, Episode 3x08)
- 2015: The Life (Fernsehserie, Episode 1x01)
- 2016: The Lost Pueblo (Kurzfilm)
- 2017–2022: Better Call Saul (Fernsehserie, 17 Episoden)
- 2018: Yellowstone (Fernsehserie, Episode 1x01)
- 2019–2020: Bosch (Fernsehserie, 3 Episoden)
- 2022: Tow
- 2022: Dark Winds (Fernsehserie)
- 2023: Frybread Face and Me
- 2024: American Primeval